# Nugola
Nugola è una frazione del comune italiano di Collesalvetti, nella provincia di Livorno, in Toscana.

## Storia
Denominata in antichità Nuvola, Nuvila o Nubila, è attestata fin dal 910 in un documento notarile. È documentata invece l'esistenza di un castello circa un secolo dopo, intorno al 1039, anche se risulterebbe poco più di un nucleo abitativo fortificato, di proprietà di Ranieri di Toscana della famiglia dei Bourbon del Monte Santa Maria, marchesi di Tuscia. Verso la metà dell'XI secolo, nel luglio del 1059, il castello insieme alla corte fu venduto dai nipoti di Ranieri a diversi privati, i quali lo girarono poi al Vescovo di Pisa Opizo, con tutte le relative pertinenze, compresa la chiesa dedicata a Santa Maria e ai santi Michele e Martino.
Dal XII secolo la località si sviluppa come centro rurale, ma anche giurisdizionale: infatti gli arcivescovi pisani riuscirono ad esercitare poteri signorili proprio per essere subentrati nell'esercizio di questi agli antichi proprietari pubblici, i marchesi di Tuscia. Fino al XIII secolo tale giurisdizione temporale risulta ancora conservata: all'Arcivescovo spettava giudicare le cause penali e punire i crimini ogni qualvolta il nunzio o il visconte riusciva ad intervenire prima dell'ufficiale del comune. La contesa giurisdizionale tra Comune di Pisa e gli arcivescovi continuò per tutto il XIII secolo, fino ai primi anni del successivo: ancora nel 1325 gli stessi abitanti della terra e comune di Nugola giuravano fedeltà all'arcivescovo Saltarelli nella chiesa di S. Andrea, situata nel borgo di Nugola.
Il primitivo abitato di Nugola, probabilmente situato alla sommità della collina attualmente denominata Nugola Vecchia, in corrispondenza della Villa Traxler, doveva essere poco più di qualche casa sparsa intorno a un nucleo fortificato. Oltre alla chiesa di Sant'Andrea vi erano in Nugola anticamente altre due chiese, o meglio cappelle, sotto la giurisdizione della pieve di San Lorenzo in Piazza: una, situata nel borgo vicino al castello, dedicata a San Fiorenzo, l'altra situata dentro le mura del castello, intitolata a Santa Maria e ai santi Michele e Martino. Il borgo ed il castello di Nugola si trovano menzionati per tutto il XIV secolo in concessioni a livello degli arcivescovi relative a beni ivi situati; ma nella metà del XV secolo essi appaiono abbandonati e diruti. Durante la visita pastorale del 1462 la chiesa di Sant'Andrea fu trovata priva di rettore e probabilmente già in rovina, così come la cappella di S.Maria insieme al castello, ormai diroccato. È probabile che questa località, come altre del contado pisano, avesse subito crisi e spopolamento in relazione alle rovinose guerre tra Pisa e Firenze conclusesi con la sconfitta di Pisa nel 1406, cui seguì un generale abbandono delle terre da parte degli antichi proprietari pisani.
Dalla metà del XV secolo iniziò la penetrazione delle grandi famiglie fiorentine, i Medici in primis, con grandi acquisti di terre e risanamento di terreni paludosi. Nel 1484 si costituì il primo nucleo della tenuta di Nugola vecchia mediante concessione dell'Arcivescovo di Pisa. Seguirono vari passaggi di proprietà fra diverse famiglie fiorentine, fino a quando il cardinale Ferdinando de' Medici, futuro terzo granduca di Toscana, il 20 febbraio 1576 condusse a livello dall'arcivescovo Giugni di Pisa per sé, i suoi figli e discendenti, il tenimento di Nugola e 13 parti delle 24 di Poggio Seghieri e Mortaiolo per annuo canone di scudi 200. L'antica badia di Nugola, divenuta commenda, fu ceduta dall'abate con i beni annessi al duca Cosimo I de' Medici nel 1553. Questi ed i successori la trasformano in una fattoria granducale con una vasta tenuta comprendente anche Collesalvetti. Nel 1571 il titolo abbaziale fu trasferito alla parrocchia di Collesalvetti, mentre l'antica chiesa, ormai in rovina, fu profanata nel 1594.
A Nugola nuova il granduca Cosimo II de' Medici fece erigere la parrocchia dei Santi Cosma e Damiano, poi ingrandita nel 1820.
Si hanno successive notizie di Nugola nel 1737, sotto il governo lorenese, che per risolvere la perdurante crisi in cui versavano i possedimenti della Corona amministrati dallo Scrittoio delle Regie Possessioni, diede avvio alla politica del "grande affitto" che coinvolse anche le case ed i terreni posseduti a Nugola. Anche la fattoria granducale di Nugola Vecchia venne data in affitto nel 1740 e poi venduta da Pietro Leopoldo ai pisani Cesi, per poi essere nuovamente alienata nel 1802 a una società formata da ricche famiglie livornesi tra cui spiccavano Cristofano Despotti, Eustachio Monspignotti e Giuseppe Carega.
In seguito all'Unità d'Italia e fino al secondo dopoguerra Nugola rimase ai margini delle vicende del territorio; negli anni ottanta e anni novanta del XX secolo invece ha visto un notevole sviluppo demografico, col raddoppio di dimensioni di quella parte di abitato denominata Nugola Nuova, che adesso costituisce il vero nucleo di Nugola.

## Infrastrutture e trasporti
Dal 1940 al 1962, l'abitato di Nugola è stato servito dalla stazione di Nugola Berte sulla linea Livorno-Collesalvetti, definitivamente soppressa nel 1963.
Attualmente Nugola è collegata a Livorno dall'autolinea 105 di Compagnia Toscana Trasporti.

## Curiosità
Negli anni novanta del Novecento Nugola è stata oggetto di un progetto da parte del Comune di Collesalvetti: il disegno dell'allora amministrazione comunale era quello di costruire un cimitero unico per tutto il Comune, in sostituzione dei vari cimiteri paesani. Questo progetto è stato per molti decenni abbandonato, solo in questi ultimi anni si è riuscito ad attuarlo.

## Sport

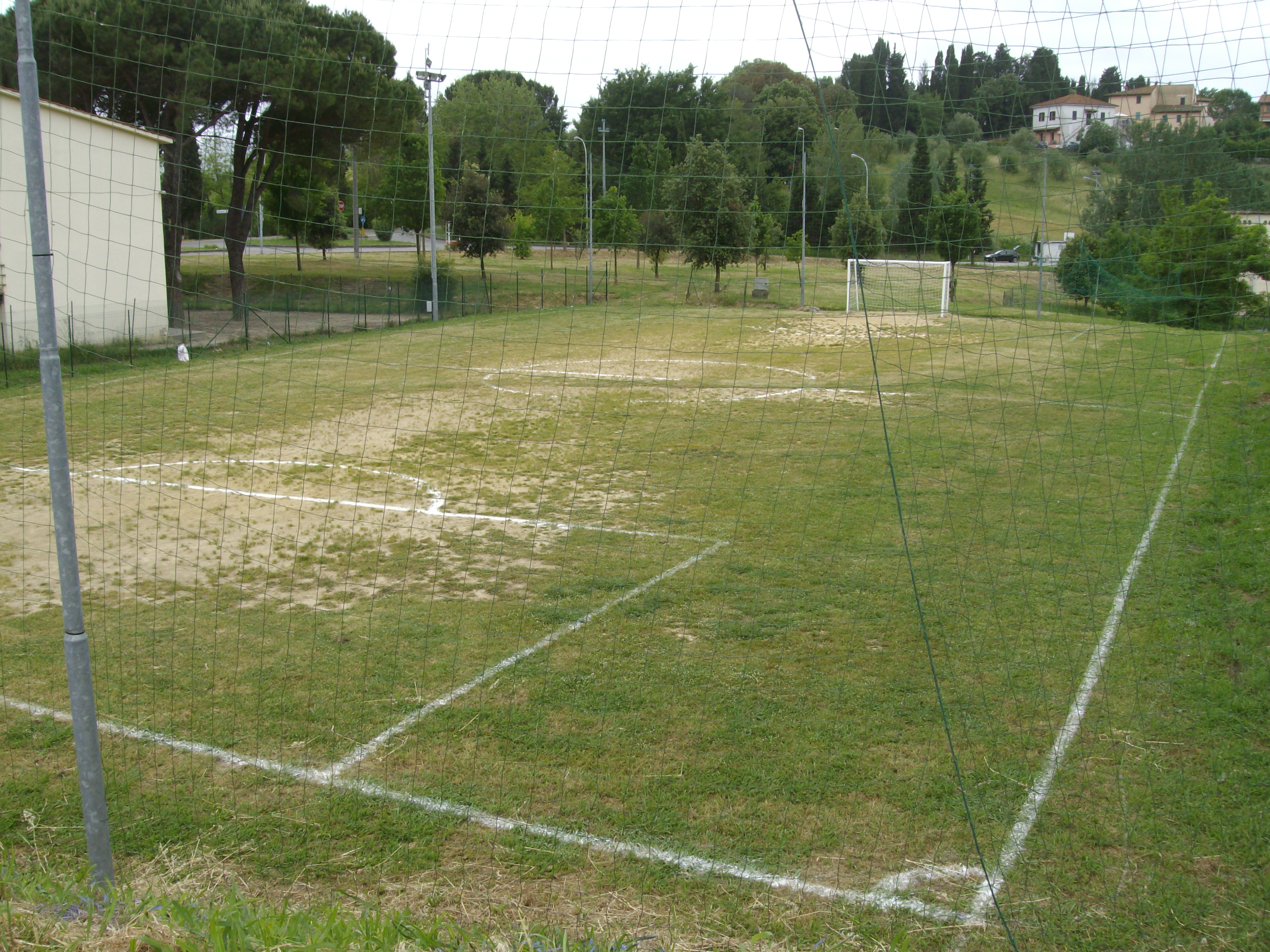
Campo da Calcio di Nugola, via degli Ontani

### Il torneo di Nugola
Era di lunga tradizione, il torneo estivo di calcetto a 6 che riuniva i migliori giocatori del paese (attingendo però alcuni rinforzi anche all'esterno), che si disputava nel campetto (48x26 m il campo e 4x2 m le porte) adiacente alla scuola elementare. 
Nei primi anni del nuovo millennio questa ricorrenza è venuta meno, eccetto alcune sporadiche edizioni allestite da piccoli nuclei di ragazzi desiderosi di ridare una scintilla di vita a un torneo da sempre molto sentito in questo paese.

### A.S.D. Nugola Calcio 2016
Nel 2016 è stata fondata una squadra di calcio a 11, l'Associazione Sportiva Nugola, che milita nel campionato Eccellenza UISP di Pisa, ed è formata principalmente dagli abitanti del paese. I colori sociali sono il bianco e il rosso, e al centro dello stemma è presente un grifone. Sin dalla sua fondazione, l'allenatore è stato Marco Pucciani, mentre il calciatore con più presenze è Alessio Corridoni (106), seguito da Filippo Corridoni (98) e Matteo Azzollini (95). Per quanto riguarda i gol, il primato spetta ad Alessio Cignoni (41), seguito da Samuele Vajani (21) e Michele Guastini (16).
La prima stagione si è conclusa con un secondo posto in Promozione, che ha permesso ai biancorossi di salire in Eccellenza, dove tuttora militano.